# 1001 Gaussia
Az 1001 Gaussia (ideiglenes jelöléssel A923 PD) a Naprendszer kisbolygóövében található aszteroida. Szergej Ivanovics Beljavszkij fedezte fel 1923. augusztus 8-án.
A bolygót Carl Friedrich Gauss német matematikusról nevezték el.

## Kapcsolódó szócikk
- Kisbolygók listája (1001–1500)